# Džordž Džouns
Džordž Glen Džouns (12. september 1931 – 26. april 2013) bio je američki muzičar, pevač i tekstopisac. On je stekao međunarodnu slavu za njegovu duhu listu hitova, uključujući njegovu najpoznatiju pesmu „He Stopped Loving Her Today”, kao i prepoznatljivi glas i fraziranje. Tokom poslednjih dvadeset godina svog života, Džounsa su često nazivali najvećim živim kantri pevačem. Naučnik Bil Malon koji se bavi proučavanjem kantri muzike piše: „Tokom dva ili tri minuta koju pesma konzumira, Džouns se kompletno udubi u svoju liriku, i raspoloženje koje prenosi, da slušalac jedva može da izbegne da postane istovetno umešan.” Vejlon Dženings je izrazio slično mišljenje u svojoj pesmi „It's Alright”: „Kad bismo svi mogli zvučati onako kako bismo želeli, svi bismo zvučali kao Džordž Džouns.” Oblik njegova nosa i crte lica zaradili su Džounsu nadimak „”.
Rođen u Teksasu, Džouns je prvi put čuo kantri muziku kada je imao sedam godina, a dobio je gitaru u svojoj devetoj godini. Prvu suprugu, Doroti Bonvilion, oženio je 1950. godine, a razveli su se 1951. Nakon toga je služio u američkom marinskom korpusu do 1953. godine. On je oženio Širli An Korli 1954. Godine 1959, Džouns je snimio pesmu „”, koju je napisao Dž.P. Ričardson, čime je otpočela njegova pevačka karijera. Njegov drugi brak završio se razvodom 1968. Godinu dana kasnije oženio se sa pevačicom kantri muzike Tami Vinet. Godine alkoholizma ugrozile su njegovo zdravlje i dovele do toga da je propustio mnoge predstave, te je stekao nadimak „”. Nakon razvoda od Vinete 1975. godine, Džouns se venčao sa četvrtom suprugom Nansi Sepulvado 1983. godine, a 1999. godine se odrekao pića. Džouns je umro 2013. godine, u svojoj 81. godini, od hipoksičnog respiratornog zatajenja.
Tokom svoje karijere, Džouns je imao više od 150 hitova, kao solo umetnik, i u duetima sa drugim umetnicima. Robert Kristgau nazvao ga je „najvećim honkom honki-tonka”.

## Život i karijera

### Rane godine (1931–1953)
Džordž Glen Džouns je rođen 12. septembra 1931, u Saratogi u Teksasu, a odrastao je u Kolmesnilu u Teksasu, sa svojim bratom i pet sestara. Njegov otac, Džordž Vašington Džouns, radio je u brodogradilištu i svirao harmoniku i gitaru, dok je njegova majka Klara nedjeljom svirala klavir u pentekostalnoj crkvi. Tokom njegovog porođaja, jedan od lekara ispustio je Džounsa i slomio mu ruku. Kada mu je bilo sedam godina, roditelji su mu kupili radio i prvi put je čuo kantri muziku. Džouns se 2006. prisetio na Bilboardu kako bi subotom uveče ležao u krevetu sa roditeljima slušajući Grand Ole Opri i insistirao na tome da ga majka probudi ako zaspi kako bi mogao čuti Roja Akufa ili Bila Monroa. U svojoj autobiografiji „Živeo sam da sve to kažem”, Džouns objašnjava da je rana smrt njegove sestre Etel verovatno podstakla problem njegovog oca s pićem, prema svemu sudeći, Džordž Vašington Džouns je znao da fizički i emocionalno zlostavlja svoju ženu i decu kada bi se napio. U knjizi Džordž Džouns: Život i vremena legende o Honki Tonku, Bob Alen prepričava kako bi se Džordž Vašington Džouns vratio kući sa svojim jaranima usred noći bazdeći na piće, probudio bi prestravljenog Džordža Glena Džounsa i zahtevao da peva za njih ili da dobije batine. U CMT epizodi Unutar slave posvećene Džounsovom životu, istoričar kantri muzike Robert K. Ormen se divio: „Mislili biste da bi to učinilo da ne postane pevač, jer mu je to bilo tako nasilno nametano. Ali dogodilo se suprotno; postao hronični pevač. Postao je neko ko je morao da peva.” U istom programu, Džouns je priznao da je ostao ambivalentan i ogorčen prema svom ocu sve do dana kada je umro, i napomenuo je u svojoj autobiografiji „Ustrojstvo porodice Džouns ne stoji u dobrim odnosima sa alkoholnim pićem ... Tata je bio neobičan pijanac. Prekomerno je pio, ali nikad tokom rada, a verovatno je bio najteži radni čovek kojeg sam ikada poznavao.” Njegov otac mu je kupio prvu gitaru kad je imao devet godina, i on je naučio svoje prve akorde i pesme u crkvi, i postoji nekoliko fotografija sa mladim Džordžom kako svira na ulicama Bomonta.
On je napustio dom u svojoj šesnaestoj godini i otišao u Džasper u Teksasu, gde je pevao i svirao na radio stanici KTXJ sa kolegom muzičarem Daltonom Hendersonom. Zatim je radio na KRIC radio stanici. Tokom jedne takve popodnevne emisije, Džouns je upoznao svog idola, Hanka Vilijamsa („Samo sam zurio“, napisao je kasnije). U video-dokumentarnom filmu Same Ole Me iz 1989. godine, Džouns je priznao: „Nisam mogao da razmišljam niti da jedem išta, osim ako je to bio Henk Vilijams, i jedva sa čekao da izađe njegov sledeći snimak. On mora da je najveći.” S prvom se suprugom Doroti Bonvilion oženio je 1950. godine, ali su se razveli 1951. godine. On je služio u američkom marinskom korpusu do 1953. Bio je stacioniran u San Hozeu u Kaliforniji tokom svoje čitave službe.

### Prvi snimci (1954–1957)
Džouns se oženio sa Širli En Korli 1954. Njegova prva ploča, „No Money in This Deal”, snimljena je 19. januara, a pojavila se u februaru u izdanju Starday Records, čime je započeto pevačevo druženje sa producentom i mentorom H.V. „Papi” Dejlijem. Pesma je zapravo nastala u dnevnoj sobi suosnivača Starday Records Džeka Starnsa i produkovana je od strane Starnsa. Džouns je takođe radio u KTRM (sada KZZB) u Bomontu otprilike u to vreme. Didžej Gordon Bakster je rekao Niku Tašesu da je Džouns stekao nadimak „oposum” dok je tamo radio: „Jedan od didžejeva, Slim Vots, ga je nazvao Džordž P. Viliker Piklepus Posum Džouns. Kao prvo, šišao je kosu, kao oposumov stomak. Imao je oposumov nos i glupe oči, kao oposum.” Tokom svojih ranih sesija snimanja, Dejli je opominjao Džounsa da pokušava da zvuči previše kao njegovi heroji Henk Vilijams i Lefti Frizel. U kasnijim godinama, Džouns bi imao malo dobrog da kaže o muzičkoj produkciji u Stardaju, podsećajući se za NPR 1996. da je „to bio užasan zvuk. Snimali smo u maloj dnevnoj sobi kuće na autoputu u blizini Bomonta. Mogli ste da čujete kamione. Mi smo morali da stanemo mnogo puta jer to nije bio zvučno izolovano, to su bili samo kartoni za jaja zakucane na zid, a veliki stari polukamioni bi prolazili i pravili veliku buku, te smo morali smo da počinjemo ispočetka.“. Džounsov prvi hit došao je sa „Why Baby Why” 1955. Iste godine, dok je bio na turneji kao član ekipe Louisiana Hayride, Džouns je upoznao i svirao nastupe sa Elvisom Prislijem i Džonijem Kešom. „Nisam ga tako dobro upoznao“, rekao je Džouns o Prisliju Niku Tašesu 1994. „On se boravio u velikoj meri sa svojim prijateljima u njegovoj svlačionici. Činilo se da niko nije provodio dugo vremena oko njega da priča sa njim." Džouns je, međutim, ostao doživotni prijatelj Džonija Keša. Džouns je pozvan da peva u Grand Ole Opri 1956. godine.
Sa Preslijevom eksplozijom popularnosti 1956. godine, izvršen je pritisak na Džounsa da napravi nekoliko rokabili numera, i on je nevoljko pristao. Međutim, njegovo srce nikada nije bilo u tome, i brzo je žalio zbog odluke; u svojoj autobiografiji se našalio: „Tokom godina, kada sam nailazio na te ploče, koristio sam ih za frizbi.” Objasnio je Bilbordu 2006. godine: „Bio sam očajan. Kada si gladan, siromašan čovek sa kućom punom dece, uradićeš neke stvari koje inače ne bi radio. Rekao sam, 'pa, dođavola, jednom ću pokušati sve.' Probao sam 'Dadgum It How Come It' i 'Rock It', gomilu smeća. Nisam želeo svoje ime na rokenrol stvari, te sam im rekao da stave Tamper Džounsa na to i ako nešto uradi, dobro, ako ne, dođavola, nisam želeo da se stidim zbog toga.” Džouns je dalje rekao da je bezuspešno pokušao da kupi sve mastere kako bi sprečio reprodukcije da isplivaju na površinu kasnije, što se i dogodilo.
Džouns je prešao u Merkjuri 1957. Početkom 1957, Džouns se udružio sa pevačicom Džanet Hiks, prvom od nekoliko duetskih partnera koje će imati tokom godina, i ostvario u još jednom top-10 singl sa pesmom „Yearning”. Iste godine se Starday Records spojio sa Merkjurijem, a Džouns je postigao visoke ocene na top listama sa svojim debitantskim Merkjuri izdanjem pesme „Don't Stop the Music”. U međuvremenu, Džouns je putovao crnim-top putevima u Pakardu iz 1940-ih sa njegovi imenom i brojem telefona ispisanim sa strane. Iako je privlačio veliku pažnju i njegovi singlovi su bili veoma respektabilni na top listama, Džouns je i dalje svirao „blad baket” kolo honki-tonksa koje je bilo ispunjeno ruralnim predelom.

## Broj jedan hitovi kantri muzike
1. „White Lightning” (1959)
2. „Tender Years” (1961)
3. „She Thinks I Still Care” (1962)
4. „Walk Through This World with Me” (1967)
5. „We're Gonna Hold On” (sa Tammy Wynette) (1973)
6. „The Grand Tour” (1974)
7. „The Door” (1975)
8. „Golden Ring” (sa Tami Vajnetom) (1976)
9. „Near You” (sa Tami Vajnetom) (1977)
10. „He Stopped Loving Her Today” (1980)
11. „Still Doin' Time” (1981)
12. „Yesterday's Wine” (sa Merl Hagard) (1982)
13. „I Always Get Lucky with You” (1983)

## Literatura
- I Lived to Tell it All, George Jones with Tom Carter, Dell Publishing. 1997.  978-0-440-22373-3..
- In The Country of Country: A Journey to the Roots of American Music, Nicholas Dawidoff, Vintage Books. 1998.  978-0-375-70082-8..
- Country Music USA, Bill C. Malone, University of Texas Press. 1985.  978-0-292-71096-2..
- Joel Whitburn's Top Country Songs, 1944 to 2005, Record Research, Menomonee Falls, WI. 2005.  978-0-89820-165-9..

## Spoljašnje veze
- Zvanični veb-sajt
- Džordž Džouns na sajtu Enciklopedija Britanika